# Ålands kyrka
För kyrkorna i det finländska landskapet Åland, se kategorin Kyrkobyggnader på Åland.
Ålands kyrka är en kyrkobyggnad i Ålands socken i Uppsala kommun. Den tillhör Norra Hagunda församling i Uppsala stift. Kyrkan ligger vid Sävaån, invid riksväg 72 mellan Uppsala och Sala. Länsväg C 577 leder fram till kyrkobyggnaden.

## Exteriör
Kyrkan är uppförd av gråsten som salkyrka. Sakristia och vapenhus är vidbyggda i norr respektive söder. Kyrkan har putsade fasader och långhuset anses härstamma från tidsperioden 1250-1350. Sakristian uppfördes något senare. Vapenhuset uppfördes dock senare under medeltiden, troligen på 1400-talet. Kyrkan fick sitt nuvarande utseende på 1700- och 1800-talen. Långhuset och vapenhuset täcks med sadeltak medan sakristian täcks av ett pulpettak. År 1988 lades yttertaken om med falsad stålplåt.

## Interiör
Kyrkorummet försågs med valv som fick målningar med bibliska motiv. Troligen var målningarna från senmedeltiden. Vapenhusets innertak hade ett kryssvalv och sakristians innertak ett tunnvalv. Problem med sättningar och sprickbildning ledde till en stor reparation av kyrkan 1776. Då revs de medeltida valven och kyrkan fick ett platt innertak. Murarna höjdes och ett nytt yttertak byggdes. År 1800 fortsatte reparationerna varvid kyrkorummets gipstak färdigställdes. Kyrkans väggar vitströks invändigt och rappades utvändigt. Fönster upptogs och vidgades.
Av äldre fasta inventarier har dock predikstolen, skuren av Stockholmsbildhuggaren Gottlob Rosenberg 1738 blivit kvar. Den har dock ommålats flera gånger. 1936 försågs predikstolen med ett nytt tak av arkitekten Martin Westerberg.
Orgeln byggdes 1853 av mjölnaren J. Edberg i Knivsta och ersattes 1967 med en orgel byggd av Åkerman & Lund Orgelbyggeri i Knivsta. Altarringen nygjordes 1851 av socknens förste folkskollärare Pehr Thernström.
En större renovering genomfördes år 1906 under ledning av arkitekt Carl Axel Ekholm. Golven lades om i långhus, vapenhus och sakristia. Den slutna bänkinredningen ersattes av en öppen bänkinredning. Dörrarna från gamla bänkinredningen sattes upp som väggbröstning. År 1945 installerades elektrisk uppvärmning. År 1950 genomfördes en grundförstärkning. År 1977 värmeisolerades taket över kyrkorummet. En renovering genomfördes åren 1979 - 1980 då väggar, tak och predikstol målades om och altarringen kläddes om.

## Inventarier
Av äldre inventarier finns inte mycket bevarat. Ett medeltida altarskåp fanns tidigare i kyrkan, men ansågs gammalmodigt och såldes och ersattes av ett förgyllt träkors som skänkts av bergsrådet Adolph von Engeström 1826. Det ersattes i sin tur av en kopia på Thorvaldsens Kristusskulptur år 1906. Vid renoveringen 1979-1980 sattes träkorset tillbaka på altaret och Kristusskulpturen placerades i korets sida.
Dopfunten av så kallad Alatyp är huggen i kalksten och importerad från Gotland. Funten har en cuppa raka sidor med ett uttömningshål för vatten. Tekniken med uttömningshål försvinner omkring år 1250, så dopfunten är troligen från 1200-talet. År 1906 skickades funten ut i klockstapeln, men år 1928 togs den åter in i kyrkan. Tillhörande dopfat av hamrad och driven mässing är tillverkad av konstnären B. M. Linder i Stockholm och skänkt av kyrkliga syföreningen år 1930.
Nattvardssilvret består av en kalk med patén, tillkommen omkring 1700, en sockensbudskalk tillverkad av Erik Salin i Uppsala i början av 1700-talet, samt en vinkanna tillverkad av J. P. Ernander i Uppsala 1828. Vinkannan skänktes av änkefru Louisa Maria Wauchez efter hennes make bergsrådet Adolph von Engeström. Oblatasken i försilvrad metall med driven ornering stammar från slutet av 1600-talet. Brudkronan är tillverkad på 1750-talet i Falun av O. H. Sjöberg.
En ljuskrona i mässing med Gyldenbringska och Edenbergska vapnen torde vara skänkt av extraordinare hovrättsassessorn Erik Gyldenbring (död 1674) och hans maka Catharina Edenberg (död 1680). Kyrkan äger dessutom ett par höga ljusstakar i försilvrad mässing från omkring 1700 och ett par släta mässingsljusstakar i empirestil.

## Omgivning
- Kyrkogården är omgiven av en kallmurad stenmur. År 1866 utvidgades kyrkogården åt väster och norr då troligen hela muren lades om.
- Nordost om kyrkan utanför kyrkogårdsmuren står en klockstapel av trä. År 1796 togs den delvis ned, byggdes upp och kläddes in med brädor av Anders Olofsson Öhrstedt från Uppsala. Klockstapelns runda hjärtstockar har spikhål som visar att de var spånklädda när stapeln fortfarande var en öppen konstruktion. Stapeln har en spåntäckt huv med en flöjel som bär årtalet 1750. Av klockorna är den större gjuten år 1679 av Johan Meyer och den mindre omgjuten Gerhard Meyer år 1700.

## Bildgalleri

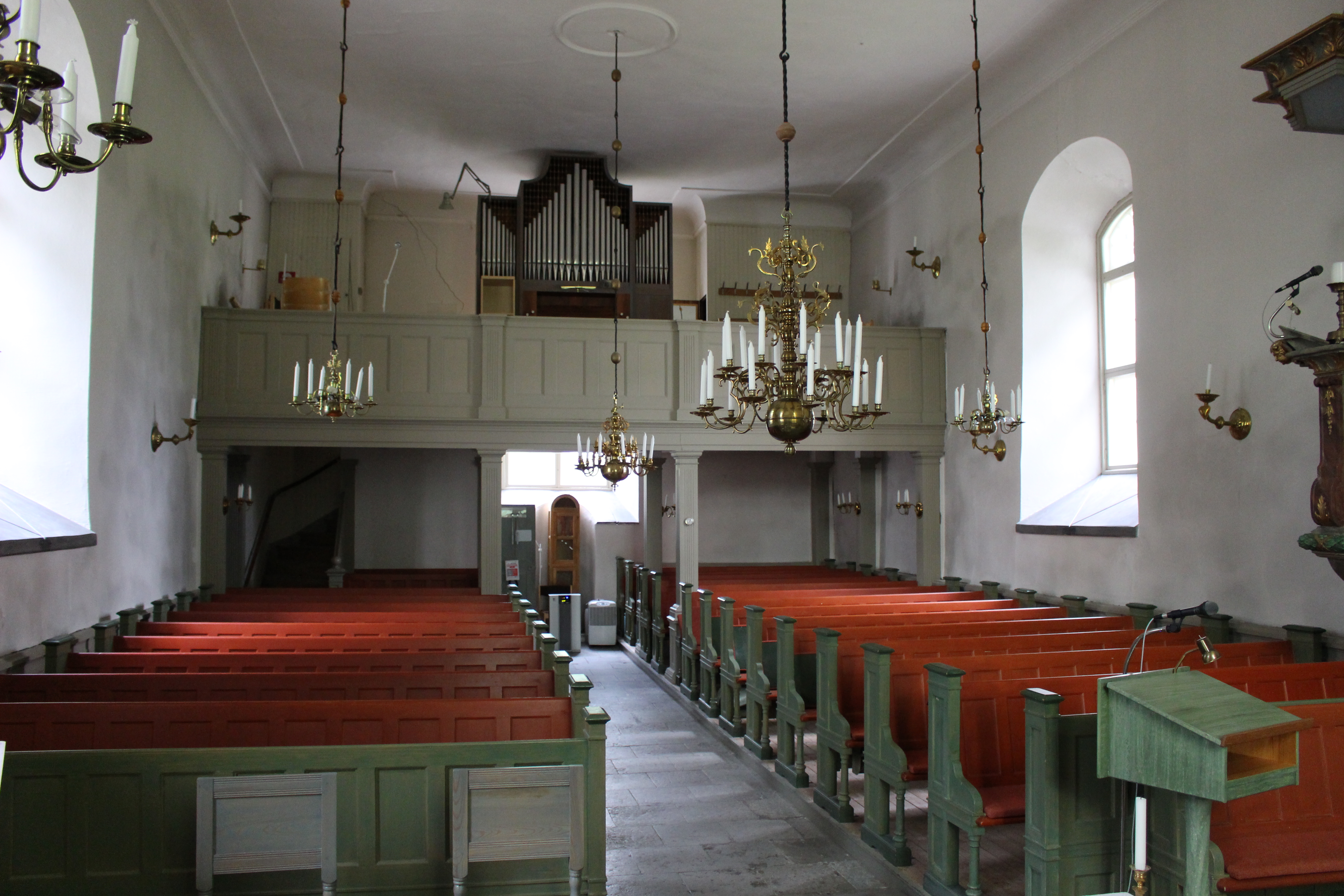
Kyrkorum mot väster
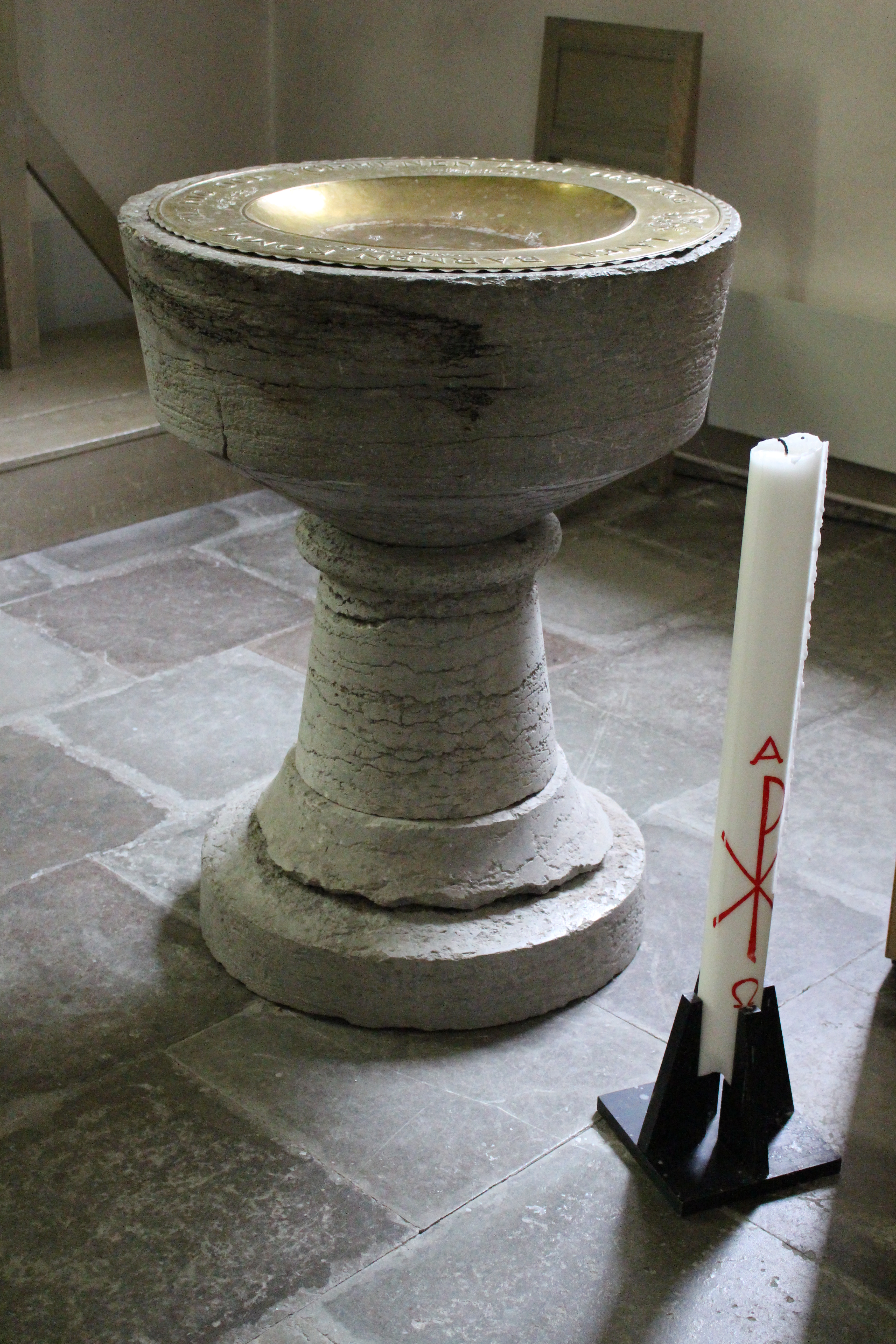
Dopfunt
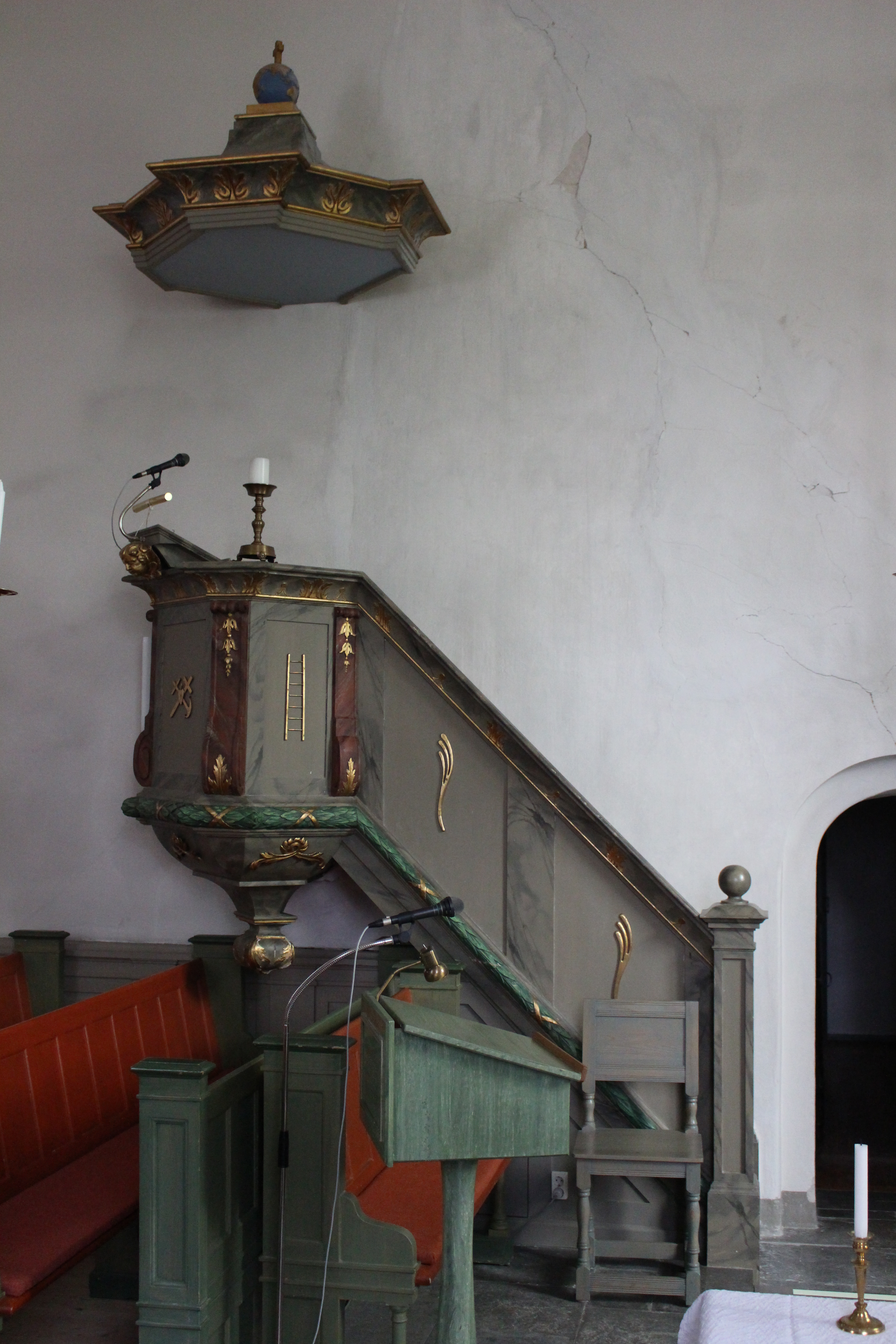
Predikstol
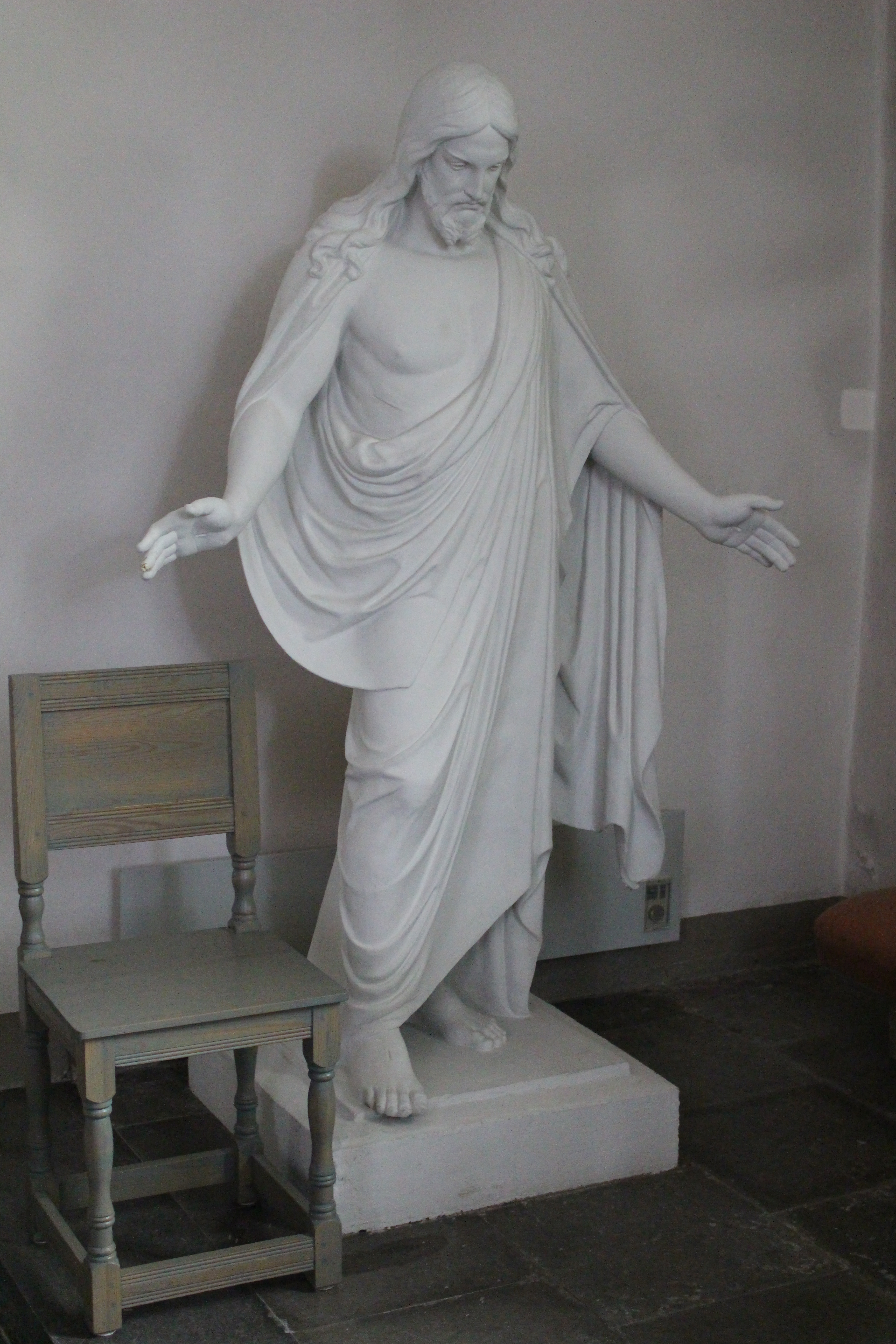
Thorvaldsens Kristus
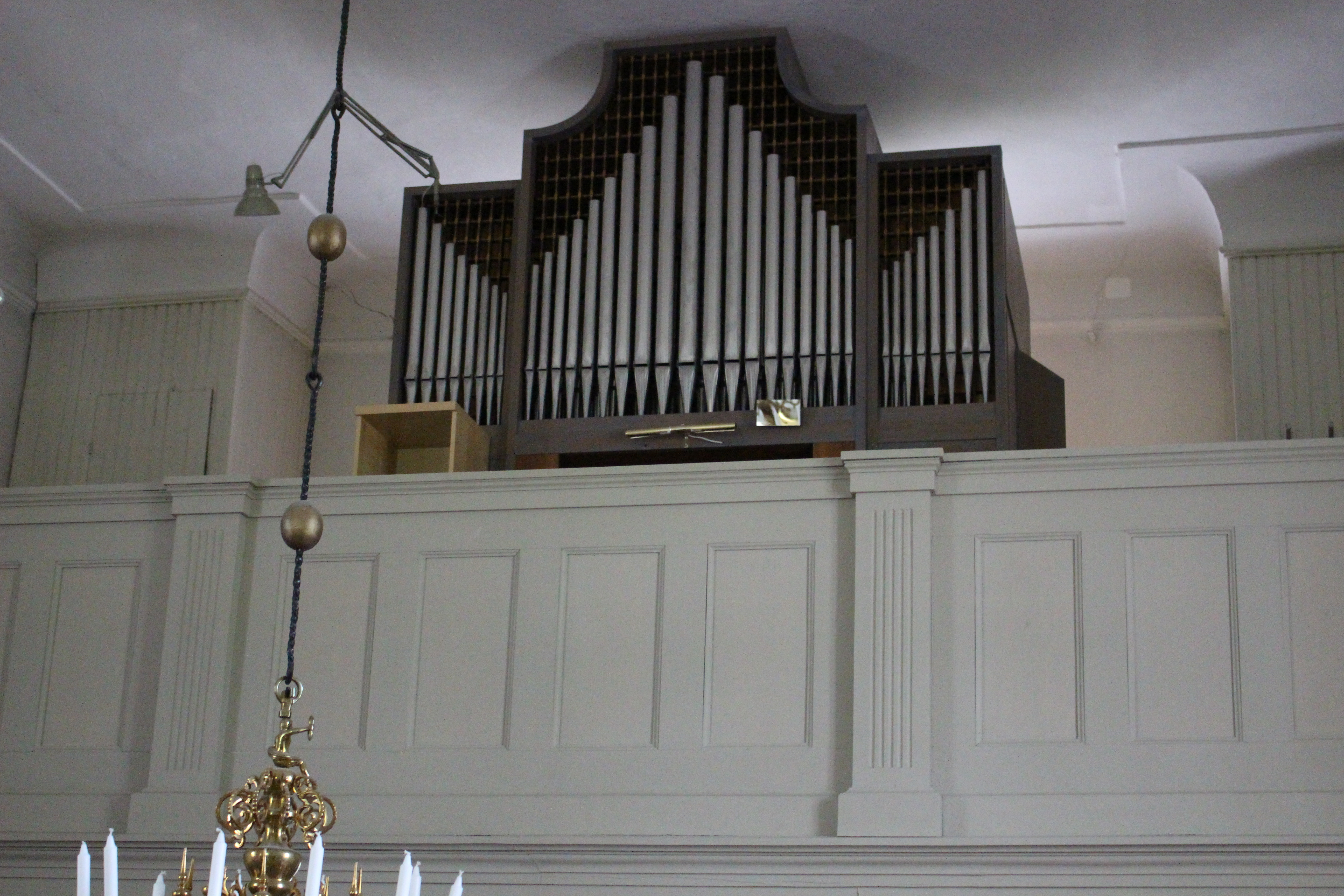
Läktarorgel
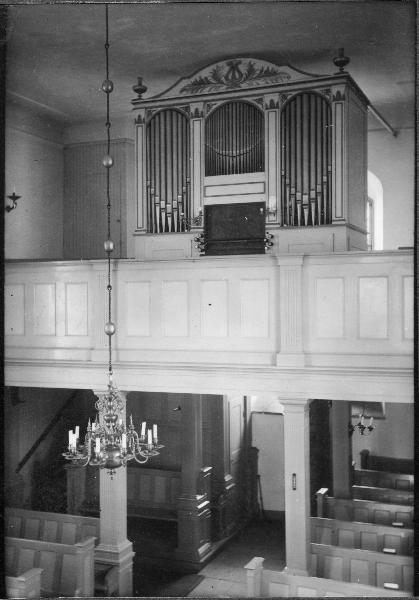
Tidigare läktarorgel
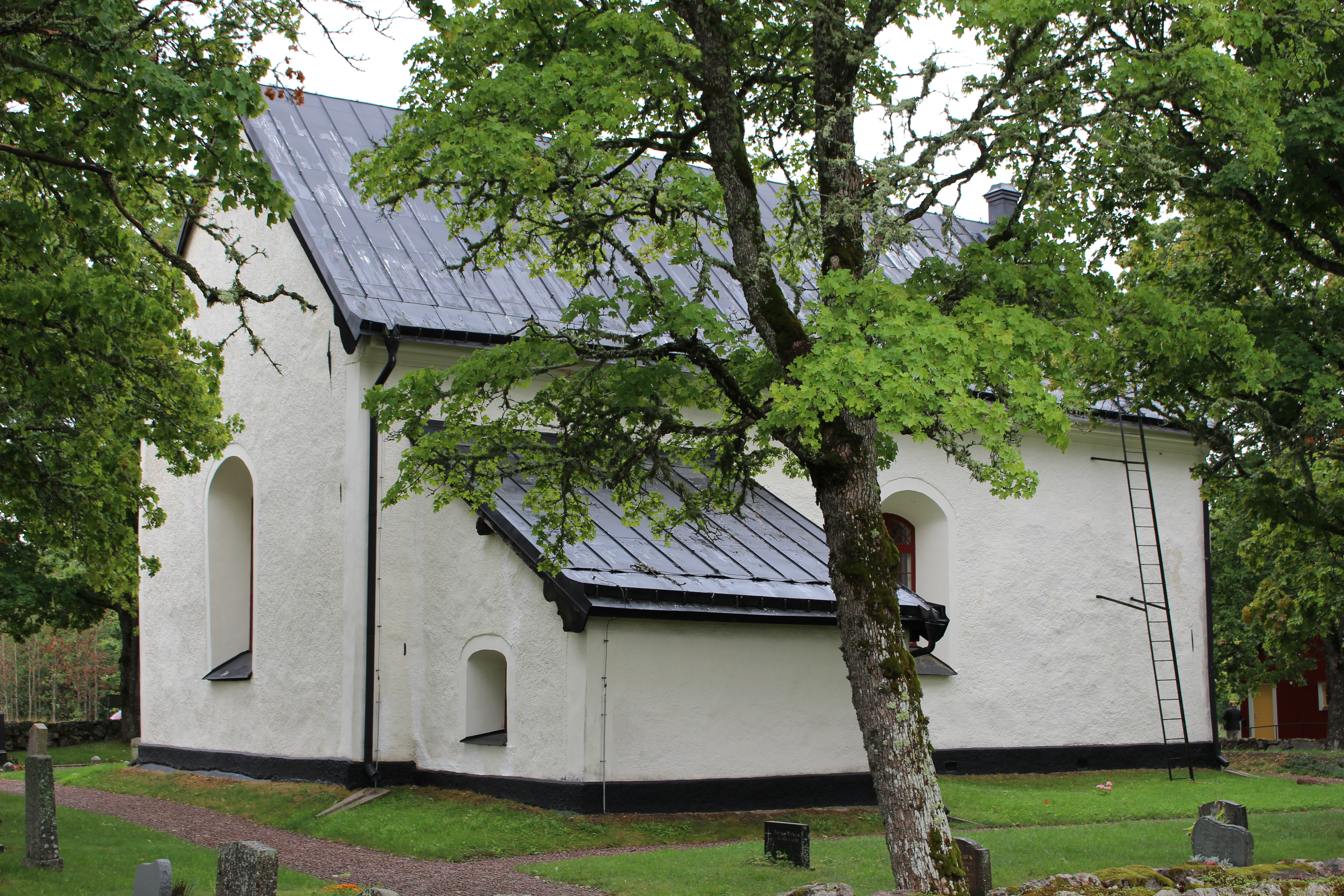
Kyrkan från nordost
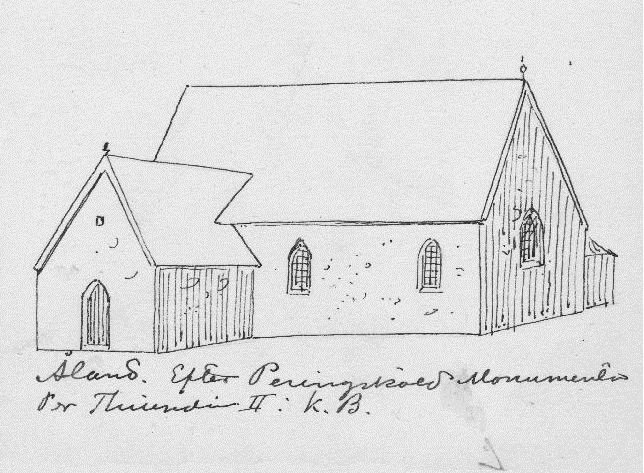
Teckning av Johan Peringskiöld
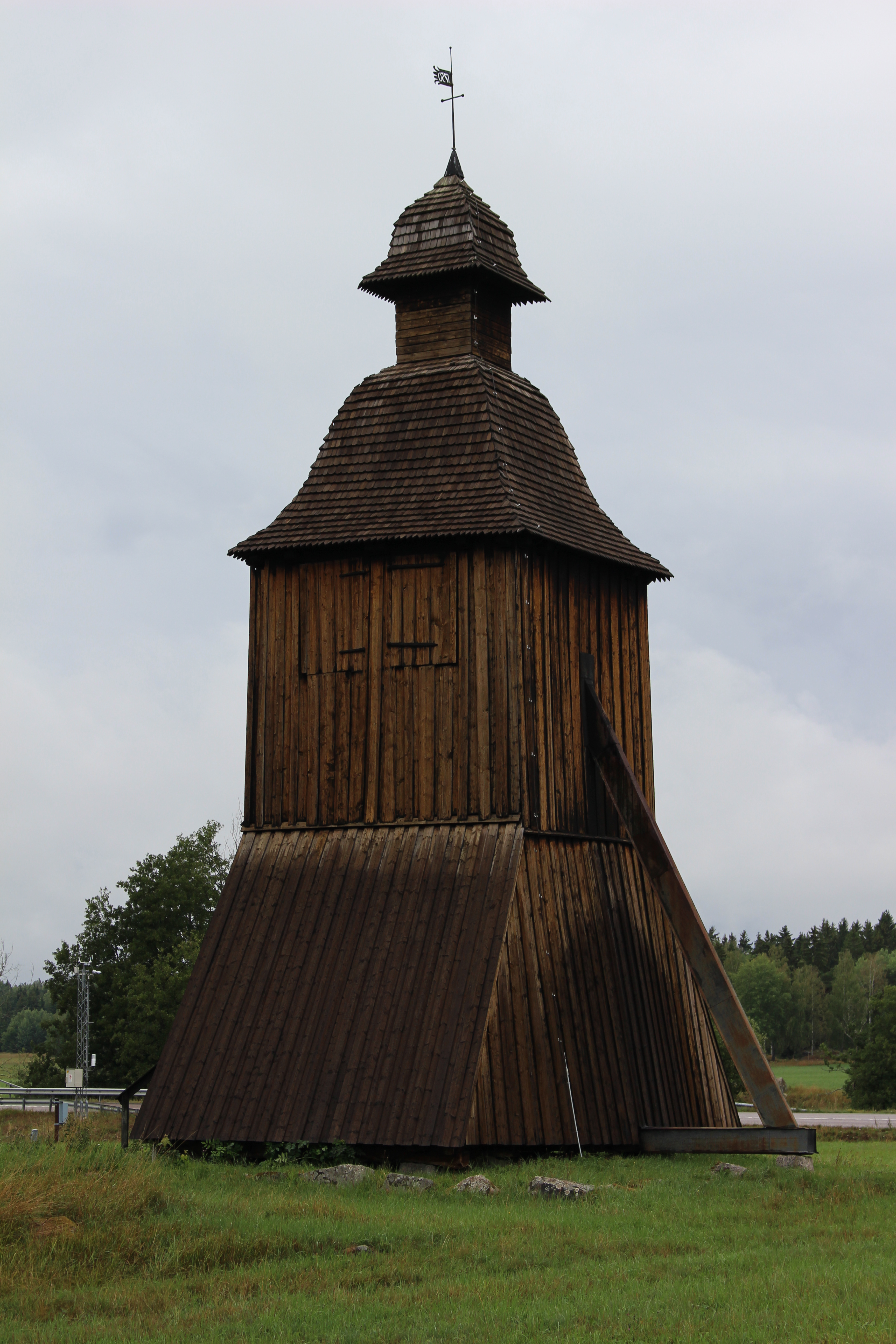
Klockstapel
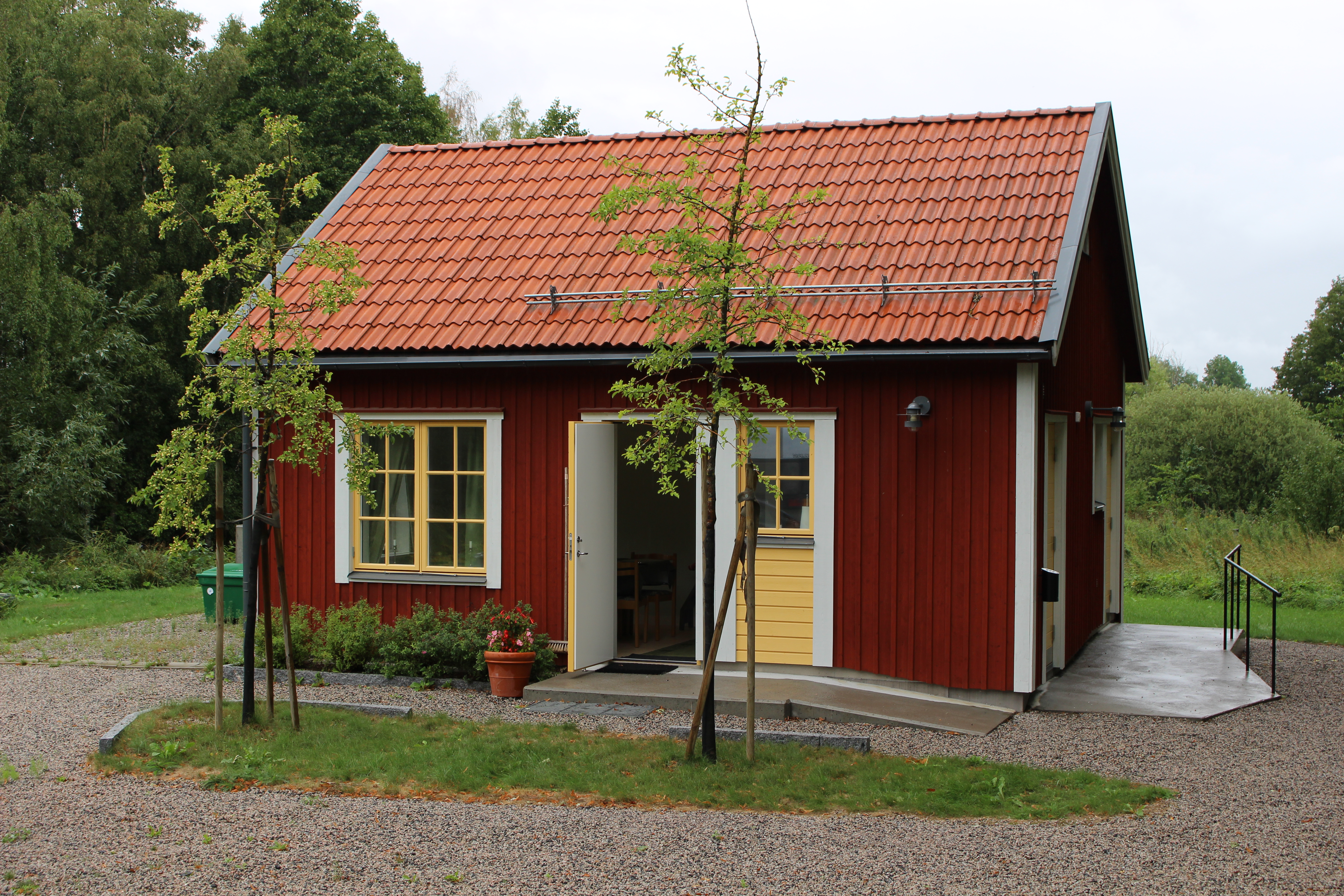
Kyrkstuga